# Maryniwka (Wosnessensk)
Maryniwka (ukrainisch Маринівка; russisch Мариновка Marinowka) ist ein Dorf in der ukrainischen Oblast Mykolajiw mit etwa 2400 Einwohnern (2001).
Das von Migranten aus den nördlichen Regionen der Ukraine am Ende des 18. Jahrhunderts gegründete Dorf liegt am linken Ufer der Bakschala (Бакшала), einem 48 km langen, rechten Nebenfluss des Südlichen Bugs, 23 km nördlich vom ehemaligen Rajonzentrum Domaniwka und etwa 150 km nordwestlich vom Oblastzentrum Mykolajiw.
Fünf Kilometer östlich vom Dorf verläuft die Regionalstraße P–75.
Am 12. Juni 2020 wurde das Dorf ein Teil der Siedlungsgemeinde Domaniwka, bis dahin bildete es zusammen mit den Dörfern Antoniwka (Антонівка), Dowschanka (Довжанка), Dowschenky (Довженки) und Wolja (Воля) die gleichnamige Landratsgemeinde Maryniwka (Маринівська сільська рада/Maryniwska silska rada) im Nordwesten des Rajons Domaniwka.
Am 17. Juli 2020 kam es im Zuge einer großen Rajonsreform zum Anschluss des Rajonsgebietes an den Rajon Wosnessensk.

## Söhne und Töchter der Ortschaft
Paul Merwart (* 25. März 1855; † 8. Mai 1902 in Saint-Pierre, Martinique), französischer Historien-, Genre- und Porträtmaler sowie Illustrator